# Edificio Intecons
El Edificio Intecons es una torre de 23 pisos y varios pisos de cocheras  ubicado en el barrio de Saavedra en la Ciudad de Buenos Aires - Argentina.

## Construcción
El permiso de obra fue concedido el 7 de marzo de 2008. El edificio se encuentra actualmente terminado.

## Características
El uso del edificio es completamente de oficinas.

## Ubicación
El edificio se encuentra en una zona de gran crecimiento y desarrollo debido a la reciente construcción de varios edificios y otros actualmente en obras. En la zona se encuentra otro edificio de oficinas llamado Edificio Panamericana Plaza y DOT Baires Shopping inaugurado durante el año 2009. Este centro comercial se encuentra a su vez en fase de ampliación ya que ocupará otro terreno que se encuentra pegado a este.
Adicionalmente el terreno se encuentra al borde de la ciudad, casi en el cruce entre la Avenida General Paz y el Acceso Norte que proporcionan un excelente acceso por coche u ómnibus (llamado "Colectivo" en Argentina). Siendo este un punto neurálgico por el que circulan más de 500.000 vehículos diariamente y la puerta de acceso a la zona norte de la Ciudad de Buenos Aires
El edificio se encuentra sobre la calle Arias al 3700 de la Ciudad de Buenos Aires, frente a la villa miseria "Barrio Mitre". Junto al Dot Baires Shopping, es uno de los edificios que genera polémicas, con respecto al empeoramiento de las inundaciones después de cada tormenta grave. Existen "sospechas" que el empeoramiento de las inundaciones, se deba al activamiento de las bombas de achique de las cocheras.

### Impacto ambiental del edificio

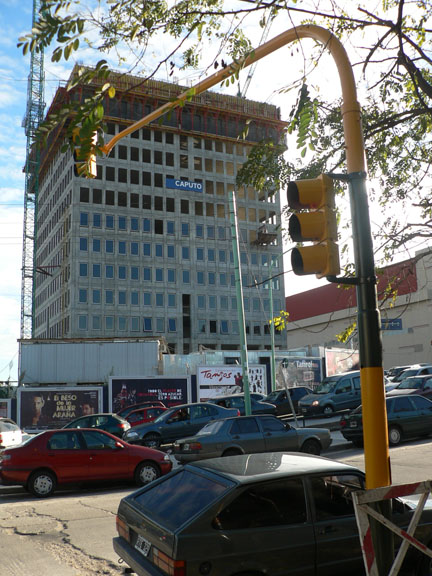
El Edificio Intecoms junto al Dot Baires Shopping generan mucha polémica por el impacto ambiental que provocaron en el barrio de casas bajas de Saavedra.
, incluyendo las inundaciones del Barrio Mitre

El edificio Intecoms y el Dot Baires Shopping provocaron el aumento de automóviles aparcados en todos los alrededores del barrio de Saavedra. Construyeron un centro comercial y un edificio comercial, en medio de un barrio residencial gracias al cambio del código de planeamiento urbano de la zona, posibilitado durante la administración del exjefe de gobierno porteño Enrique Olivera.
Pero el riesgo no queda ahí. Si bien no lo aclaran en forma directa, los autores se animan a especular que la aparición de este gigante en la intersección de avenida General Paz y Acceso Norte complicaría la capacidad de escurrimiento de las aguas de lluvia, transformándose en un riesgo para inundaciones. Se teme además que los desagües pluviales se vean perjudicados al recibir mayor cantidad de residuos que los clientes del centro comercial produzcan.
Por otro lado, según una publicación del barrio de Saavedra, el trabajo destaca como un aspecto positivo la generación de fuentes de trabajo, la suba en el precio de los inmuebles de la zona -calculada entre 5 y 8 por ciento-, el mantenimiento del césped y las mejoras en materia de seguridad.

## Infraestructura
El edificio cuenta con:
- Auditorio con acceso directo desde el vestíbulo
- Bar con acceso y proyección a los espacios semicubiertos y jardines
- Cancha de fútbol 5 dentro de los jardines del edificio
- Cocheras de cortesía

## Superficies
Las superficies por pisos tienen distinta distribución que se detalla en la siguiente tabla:
| Pisos    | Cantidad de plantas | Baños y office | Neto alfombra | Terraza | Total propia de planta | Cocheras |
| -------- | ------------------- | -------------- | ------------- | ------- | ---------------------- | -------- |
| 2 al 10  | 9                   | 70 m²          | 830 m²        | 0 m²    | 900 m                  | 14       |
| 11       | 1                   | 70 m²          | 830 m²        | 0 m²    | 900 m²                 | 16       |
| 12       | 1                   | 70 m²          | 820 m²        | 0 m²    | 890 m²                 | 16       |
| 13       | 1                   | 50 m²          | 530 m²        | 194 m²  | 774 m²                 | 10       |
| 14 al 23 | 10                  | 50 m²          | 530 m²        | 0 m²    | 580 m²                 | 10       |

## Galería de imágenes

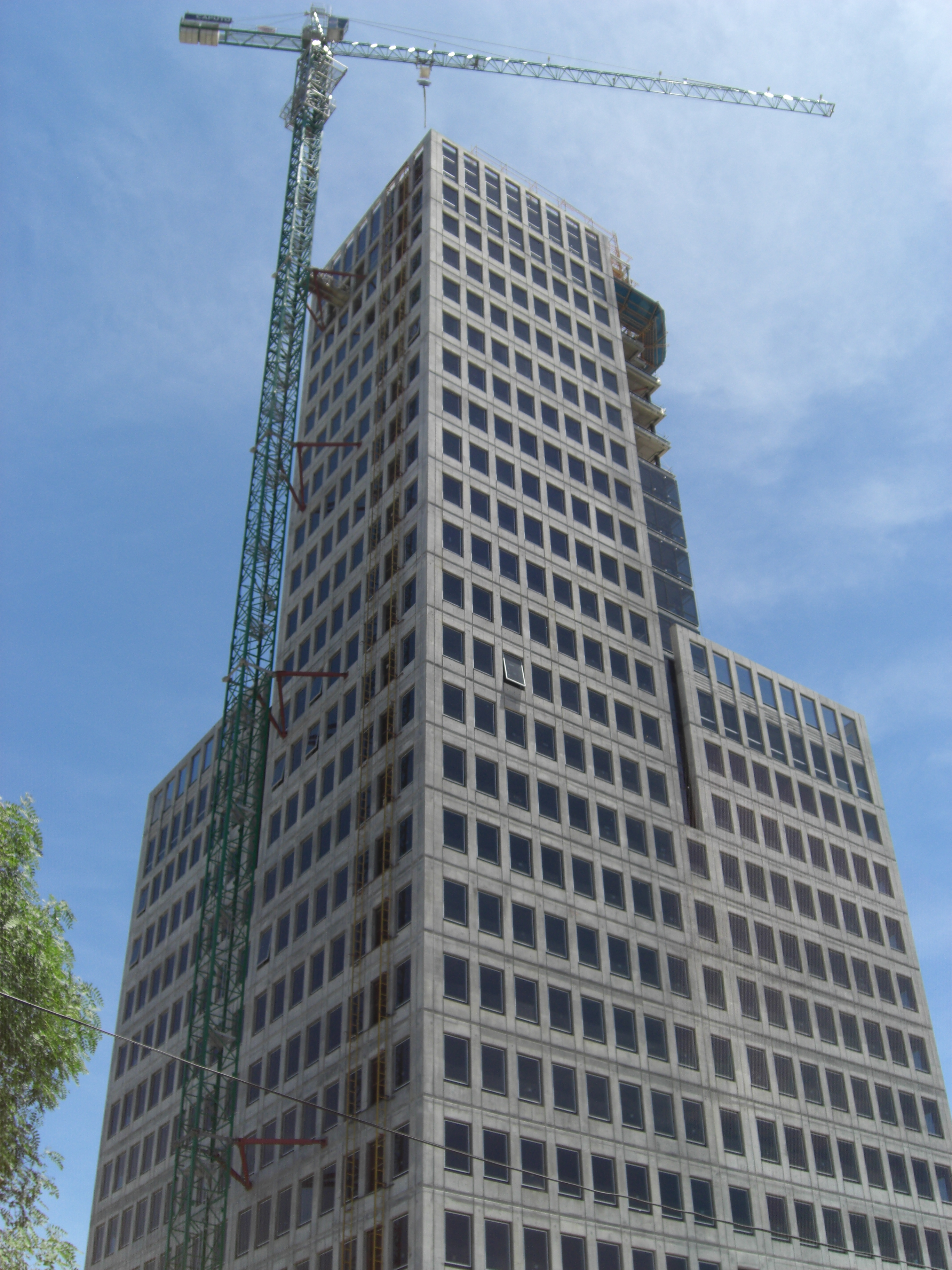
Vista del edificio en obras.
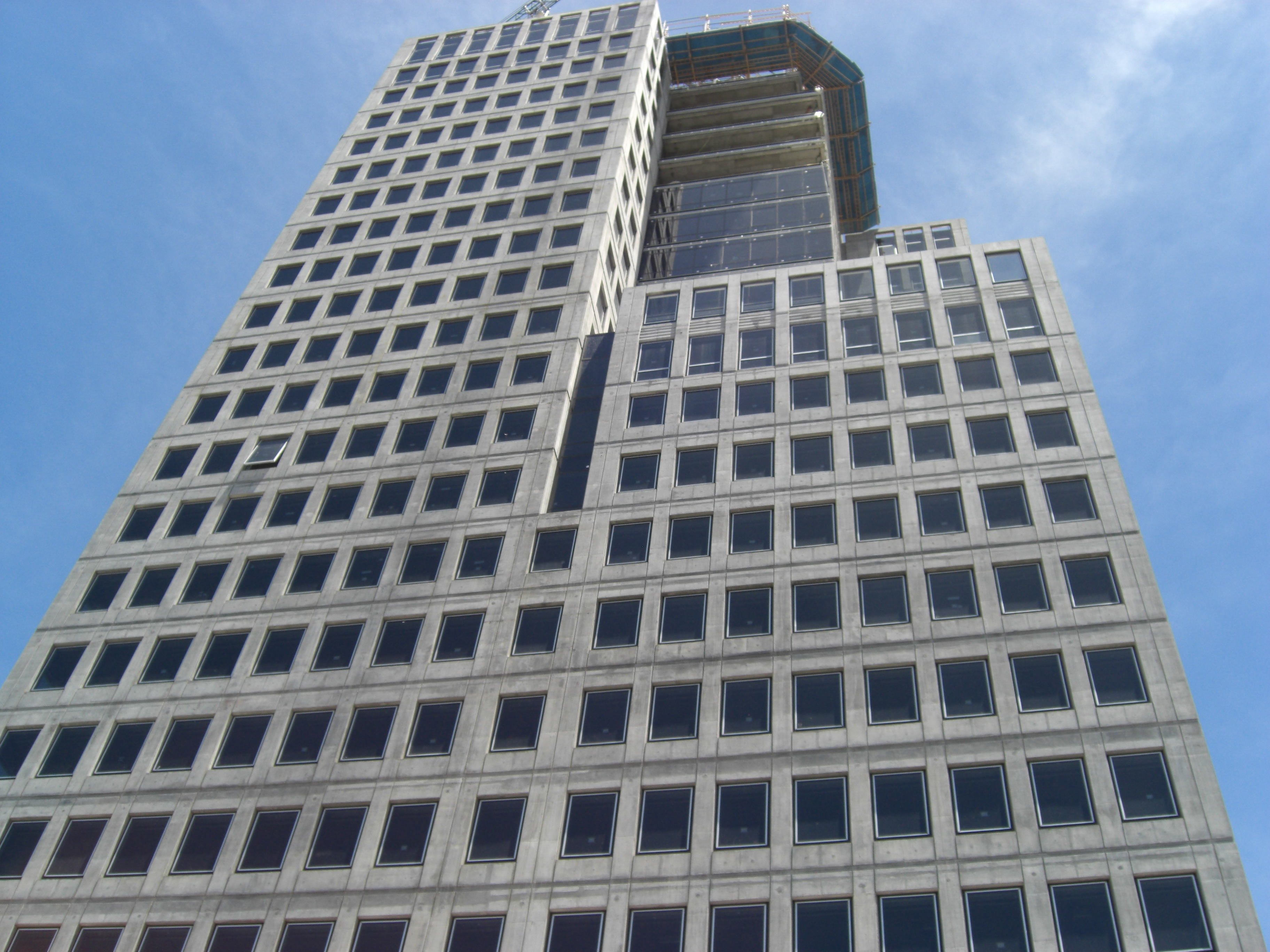
Vista del edificio en obras desde debajo.
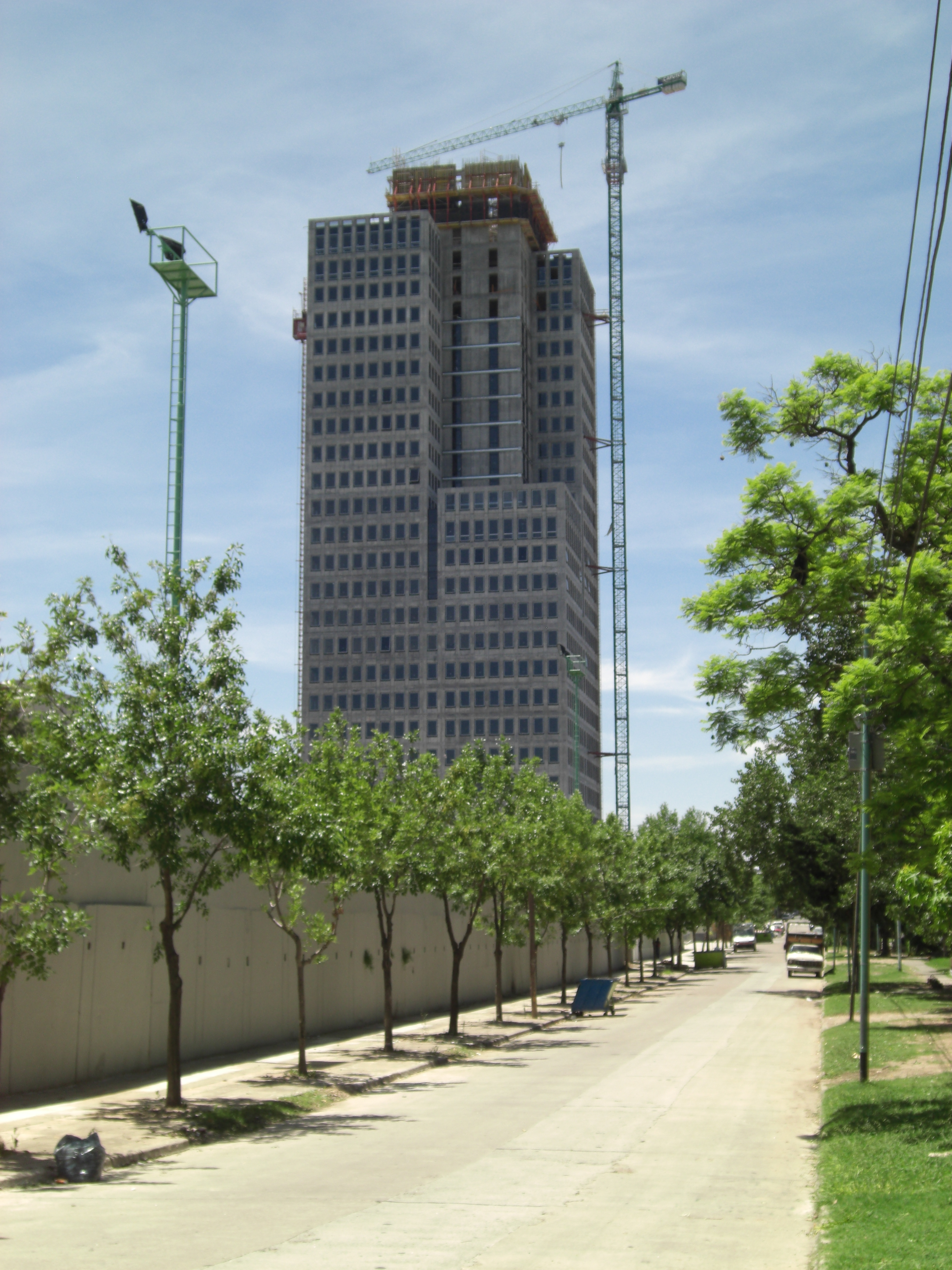
Vista del edificio en obras en el contexto de la zona.
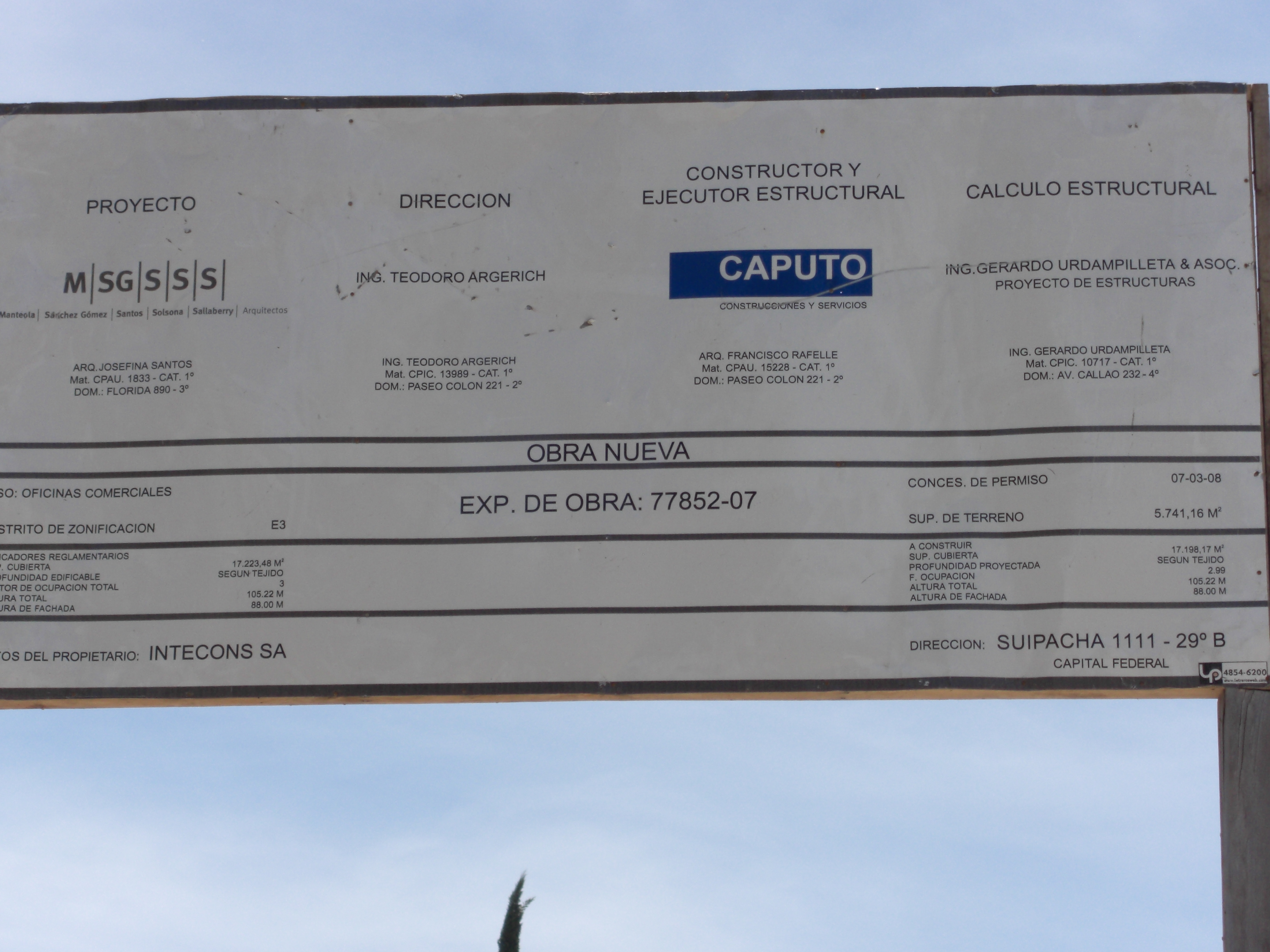
Cartel de la obra.